# Time and Place
Time and Place är ett album från 2005 av reggaemusikern Lutan Fyah.

## Låtlista
1. "Don't Waste Your Time feat. Yami Bolo" - 4:26
2. "No More War" - 4:05
3. "Fire in the Barn" - 4:18
4. "As Long as Life Lasts" - 4:43
5. "Speak Softy" - 3:28
6. "Time and Place" - 3:44
7. "Stress Free" - 5:24
8. "Upliftment feat. Jah Dan" - 3:29
9. "Rise and Shine" - 4:45
10. "She's Like the Rainbow" - 3:56
11. "Streets of the Ghetto" - 3:35
12. "Woman of Principle" - 4:23
13. "Joy Within Myself" - 4:34
14. "Ithio First" - 4:59
15. "Love Is the Only Absolute" - 4:40